# Ingrid Bisa

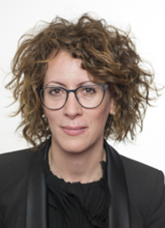
Ingrid Bisa

Ingrid Bisa é uma política italiana. Ela foi eleita deputada ao Parlamento da Itália nas eleições legislativas italianas de 2018 para a Legislatura XVIII.

## Carreira
Bisa nasceu em 10 de janeiro de 1978 em Asolo, província de Treviso.
Ela foi eleita para o Parlamento Italiano nas eleições legislativas italianas de 2018, para representar o distrito de Veneto 1 de Montebelluna pela Lega Nord.